# Cerkiew Wniebowstąpienia Pańskiego w Ciechanowcu

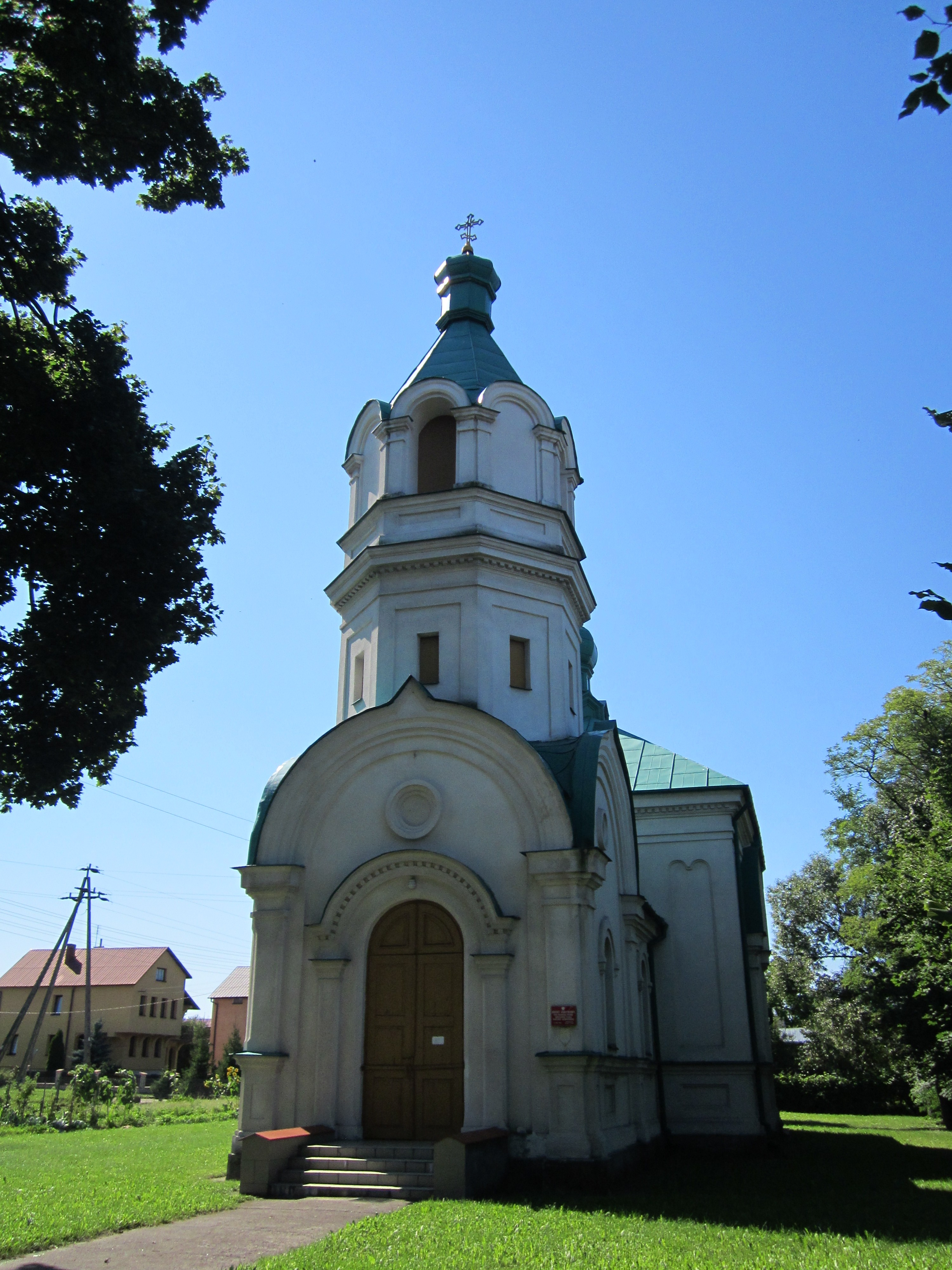
Cerkiew od frontu

Cerkiew Wniebowstąpienia Pańskiego – zabytkowa prawosławna cerkiew w Ciechanowcu. Jest główną świątynią parafii pod tym samym wezwaniem, która należy z kolei do dekanatu Siemiatycze diecezji warszawsko-bielskiej Polskiego Autokefalicznego Kościoła Prawosławnego.
Parafia prawosławna św. Jerzego w Ciechanowcu, według różnych źródeł, powstała między XIV a XVI stuleciem. Po 1596 przyjęła postanowienia unii brzeskiej razem z całą eparchią włodzimiersko-brzeską, której podlegała. Pierwsza ciechanowiecka cerkiew istniała do połowy XVIII wieku, gdy zastąpiono ją nową drewnianą świątynią. W 1839 na mocy decyzji synodu połockiego cerkiew przejął Rosyjski Kościół Prawosławny.
Murowany obiekt sakralny powstał na miejscu starszego w latach 70. XIX wieku. W momencie konsekracji 22 maja 1877 budowli nadano nowe wezwanie Wniebowstąpienia Pańskiego. Cerkiew pozostawała czynna do wyjazdu prawosławnych mieszkańców Ciechanowca na bieżeństwo w 1915. Przez cztery lata pozostawała opuszczona, a jej wyposażenie zostało rozgrabione. Poważne straty poniosła także w czasie II wojny światowej. W latach 50. i 70. XX wieku budynek był remontowany, co uchroniło go przed całkowitą ruiną. Nie przetrwało natomiast oryginalne wyposażenie świątyni.
Świątynia znajduje się przy ulicy Adama Mickiewicza.

## Historia

### Pierwsze cerkwie w Ciechanowcu
Moment utworzenia w Ciechanowcu parafii prawosławnej nie jest bezspornie ustalony. Według niektórych źródeł istniała ona już w XIV stuleciu, według innych powstała dwa wieki później. Ks. Grzegorz Sosna, badacz dziejów parafii prawosławnych na Podlasiu, wskazywał, iż cerkiew w Ciechanowcu była czynna w XV wieku. Historyk sztuki Maria Kałamajska-Saeed jest zdania, iż parafia ciechanowiecka, podobnie jak wszystkie pozostałe parafie prawosławne w najbliższym sąsiedztwie, została utworzona w XV–XVI stuleciu. Administracyjnie podlegała eparchii włodzimiersko-brzeskiej.
W XVII stuleciu ciechanowiecka parafia przyjęła postanowienia unii brzeskiej podobnie jak cała administratura, do której należała. Z tego okresu udokumentowane jest istnienie wolno stojącej cerkwi unickiej. Patronem budowli był św. Jerzy Zwycięzca, budynek ten znajdował się przy obecnej ulicy Tadeusza Kościuszki. W 1750 została ona zastąpiona nową świątynią, zbudowaną na działce przy aktualnej ulicy Adama Mickiewicza. Była to budowla jednonawowa, jednokopułowa, z dzwonnicą. Świątynia była usytuowana w dzielnicy Ciechanowca zamieszkanej przez ludność ruską. W protokole wizytacyjnym z 1789 zapisano, iż uczęszczało do niej 278 osób.
Po III rozbiorze Polski Ciechanowiec znalazł się w zaborze pruskim w Prusach Nowowschodnich. Po erygowaniu na ich terenie unickiej diecezji supraskiej parafia ciechanowiecka znalazła się w jej jurysdykcji i pozostała w niej do 1809. Wówczas dekret cara Aleksandra I (dwa lata wcześniej Prusy Nowowschodnie na mocy traktatu w Tylży przyłączono do Imperium Rosyjskiego) skasował diecezję supraską i włączył jej placówki duszpasterskie powtórnie do unickiej diecezji włodzimiersko-brzeskiej.
Ciechanowiecka cerkiew pozostawała unicka do synodu połockiego w 1839, kiedy Kościół unicki w Imperium Rosyjskim został zlikwidowany (z wyjątkiem diecezji chełmskiej, która funkcjonowała do likwidacji w 1875), a jego placówki duszpasterskie przejął Rosyjski Kościół Prawosławny. W 1847 do parafii w Ciechanowcu należało 201 osób.

### Budowa i funkcjonowanie cerkwi murowanej
Z uwagi na zły stan techniczny XVIII-wiecznej świątyni pounickiej, w 1873 został ogłoszony przetarg na budowę cerkwi murowanej dla liczącej ówcześnie 150–200 osób parafii, mieszkańców Ciechanowca, Malca, Pełchu, Bujenki, Kułaków i Przybyszyna. O wzniesienie nowej cerkwi na miejscu zniszczonego starszego budynku ubiegali się miejscowi parafianie, a inwestycję sfinansował skarb państwa oraz prywatni darczyńcy. Wznoszenie świątyni trwało cztery lata, według innego źródła dwa. Poświęcenie nowego obiektu sakralnego miało miejsce 22 maja 1877, w święto Wniebowstąpienia Pańskiego, które stało się świętem patronalnym świątyni. W kolejnych latach uzupełniano wyposażenie świątyni o kolejne elementy.
W 1915 prawosławna ludność Ciechanowca i okolic została ewakuowana w głąb Rosji. Porzuconą cerkiew zaadaptowano na cele świeckie, jej wyposażenie zostało rozkradzione. Ponownie w świątyni nabożeństwa odbywały się od 1919, gdy budowlą zaopiekował się ks. Piotr Kuźmiuk, służący w cerkwi Opieki Matki Bożej w Czarnej Cerkiewnej. Z jego inicjatywy cerkiew została wysprzątana, uzupełniono jej wyposażenie o niezbędne sprzęty w miejsce straconych podczas wojny. Święta Liturgia odbywała się raz w miesiącu, do cerkwi uczęszczało 168 osób, w tym 79 z Ciechanowca. Ciechanowiecka świątynia była filią parafii w Czarnej Cerkiewnej.

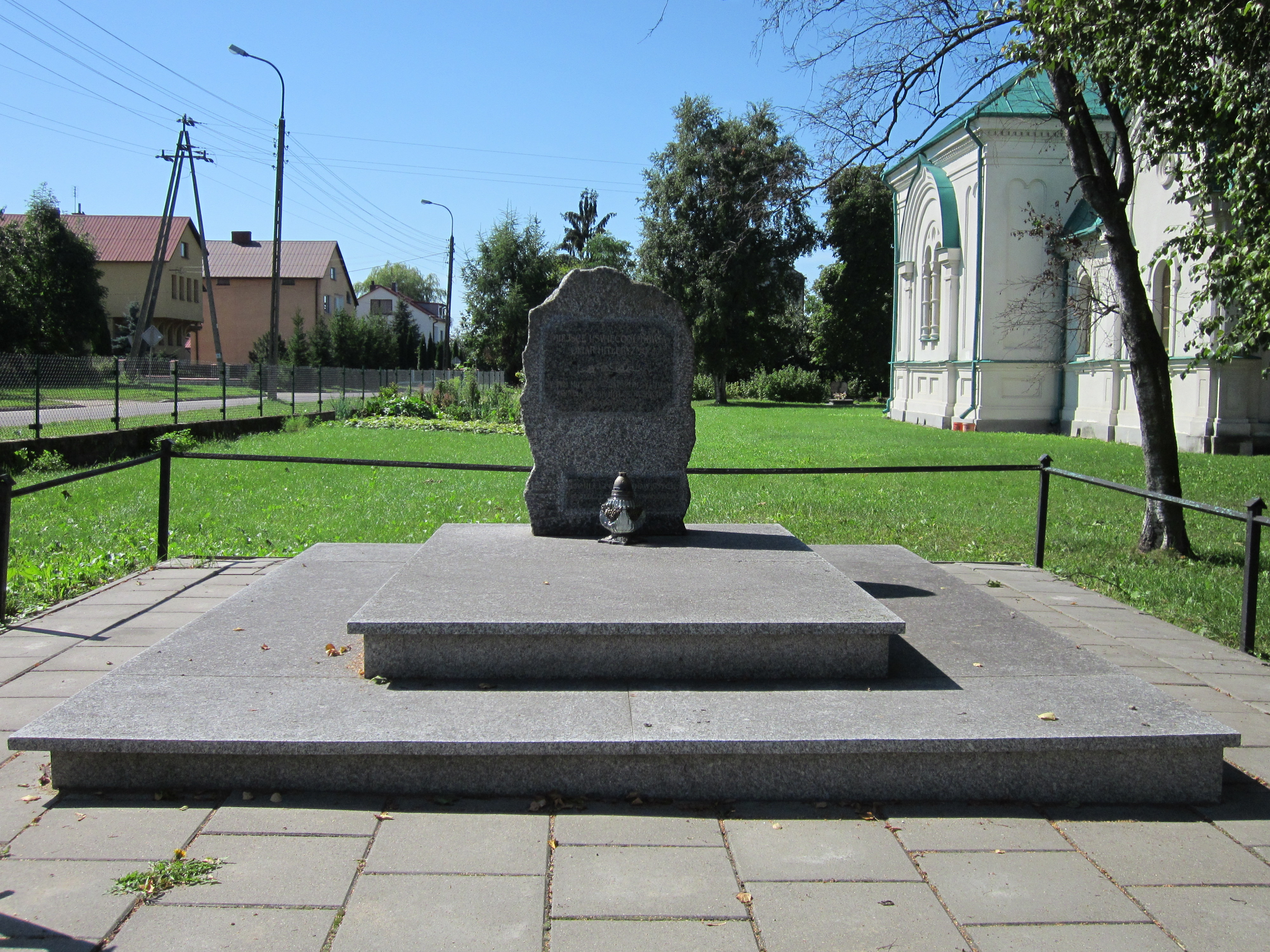
Pomnik ofiar egzekucji hitlerowskich przy cerkwi

Ponownie cerkiew poniosła znaczne straty w czasie II wojny światowej, podczas ostrzału artyleryjskiego, w szczególności zniszczone zostały wszystkie jej kopuły. Według relacji świadków w świątyni lub w jej sąsiedztwie okupanci niemieccy rozstrzelali ponad 60 osób różnej narodowości. W 1970 na cerkiewnej działce odsłonięto pomnik ich pamięci.
W 1951 parafia w Ciechanowcu została restytuowana, jednak taki stan rzeczy trwał tylko przez dwa lata. W 1953 cerkiew ponownie straciła status parafialnej i stała się jedną z pomocniczych świątyń parafii w Siemiatyczach. Dzięki kolekcie na terenie całej diecezji warszawsko-bielskiej możliwy był remont zniszczonej cerkwi, w ramach którego odbudowano jej dzwonnicę, pokryto dach blachą i położono tynk. Rozebrano natomiast zniszczone cztery mniejsze cebulaste kopuły nad nawą świątyni. Mimo przeprowadzonej renowacji już w latach 70. XX wieku stan techniczny budowli ponownie oceniono jako grożący ruiną. Kolejny remont generalny miał miejsce w latach 1977–1980, dzięki staraniom ks. Grzegorza Sosny. W tym czasie rzeźbiarz z Siemiatycz, Wiaczesław Szum, wykonał dla cerkwi nowy ikonostas. Uzupełniono również inne utensylia liturgiczne. Świątynię wpisano do rejestru zabytków 11 maja 1981 pod nr A-138. Rok później obiekt sakralny ponownie stał się świątynią parafialną.
Mimo spadającej liczby wiernych cerkiew pozostawała czynna, odrzucona została także propozycja przekazania jej Muzeum Rolnictwa w Ciechanowcu.
Kolejny remont budowli miał miejsce w latach 2002–2003. Na początku XXI wieku do świątyni uczęszczało kilkanaście osób.
Biskupi prawosławni odwiedzali cerkiew w Ciechanowcu dwukrotnie – w 2001 w dniu święta patronalnego uroczystościom przewodniczył metropolita warszawski i całej Polski Sawa, zaś w 2007 w obiekcie służył biskup siemiatycki Jerzy.

## Architektura
Cerkiew w Ciechanowcu jest budowlą ceglaną, otynkowaną. Główny korpus budynku wzniesiono na planie kwadratu, jest on dziewięciopolowy. Wbrew prawosławnej tradycji architektonicznej świątynia nie jest orientowana; wejście do niej prowadzi przez położony od wschodu przedsionek, podczas gdy pomieszczenie ołtarzowe znajduje się po stronie zachodniej. Nad przedsionkiem wznosi się ośmioboczna wieża, rozczłonkowana półkolistymi arkadami w górnej części i wykończona hełmem z cebulastą kopułką. Druga kopułka o identycznym kształcie znajduje się nad nawą, gdzie wieńczy czterospadowy dach. Pierwotnie nad nawą znajdowało się pięć kopuł (jedna w centrum i cztery w narożnikach), jednak boczne kopuły zostały zniszczone w czasie II wojny światowej, a z ich odrestaurowania zrezygnowano z braku funduszy. Nad przedsionkiem dach świątyni jest dwuspadowy. Na ścianach przedsionka oraz głównego korpusu widoczne są znacznych rozmiarów zaostrzone arkady.
Pierwotne zabytkowe wyposażenie świątyni nie przetrwało. Ikonostas cerkwi wykonał w końcu lat 70. XX wieku rzeźbiarz z Siemiatycz, Wiaczesław Szum. Jest to konstrukcja trzyrzędowa z ikonami metaloplastycznymi.